# Noordoost-China
Noordoost-China of Dongbei is een gebied in China, dat bestaat uit de drie provincies Heilongjiang, Jilin en Liaoning. Daarom wordt het gebied ook "de drie noordoostelijke provincies" 东北三省 genoemd. Dongbei valt, afhankelijk van de definitie van Mantsjoerije, samen met Mantsjoerije.

## Demografie
Er wonen ongeveer 107,4 miljoen mensen in het gebied. Dat maakt tot acht procent van de totale bevolking van Volkrepubliek China. De meeste Chinezen zijn Han-Chinees, Mantsjoe of een mengeling van die twee volken. Er is ook een groot aantal Mongolen en Koreanen. De mensen in het gebied spreken het Noordoost-Mandarijn, een variant van het Mandarijn, als dialect. Het Mantsjoe als taal is vrijwel uitgestorven.

## Geschiedenis
In 1937 werd dit gebied hardhandig door de Japanners binnengevallen. Steden en dorpen werden gebombardeerd. Vele Chinezen werden toen zonder reden geëxecuteerd.

## Bestuurlijke indeling van Noordoost-China
Provincie(s)
| Naam         | Traditioneel Chinees | Vereenvoudigd Chinees | Pinyin       | Afkorting Provincie | Provinciehoofdstad (省會/shěnghuì) | Traditioneel Chinees | Vereenvoudigd Chinees | Pinyin    |
| ------------ | -------------------- | --------------------- | ------------ | ------------------- | ---------------------------------- | -------------------- | --------------------- | --------- |
| Heilongjiang | 黑龍江               | 黑龙江                | Hēilóngjiāng | 黑 hēi              | Harbin                             | 哈爾濱               | 哈尔滨                | Hā'ěrbīn  |
| Jilin        | 吉林                 | 吉林                  | Jílín        | 吉 jí               | Changchun                          | 長春                 | 长春                  | Chángchūn |
| Liaoning     | 遼寧                 | 辽宁                  | Liáoníng     | 辽 liáo             | Shenyang                           | 瀋陽                 | 沈阳                  | Shěnyáng  |